# Liste des astronautes par année de sélection
 (mai 2021).
Le contenu est difficilement compréhensible vu les erreurs de traduction, qui sont peut-être dues à l'utilisation d'un logiciel de traduction automatique.
Cette liste des astronautes par année de sélection recense les personnes choisies pour un programme de vols spatiaux habités, pour commander, piloter, ou servir en tant que membre d'équipage d'un véhicule spatial. Jusqu'à récemment, les astronautes ont été formés exclusivement par les gouvernements, soit par l'armée ou par les agences spatiales civiles. Cependant, avec le premier vol sub-orbital privé du SpaceShipOne en 2004, une nouvelle catégorie d'astronaute a été créée, celle des astronautes commerciaux.
En 2008, plus de 480 personnes s'étaient entraînées comme astronautes.

## 1954 – 1968
North American X-15 Pilots Group – USA
Quatorze pilotes étaient directement impliqués avec le X-15, bien que seulement douze ont effectivement piloté les appareils. Il n'y avait pas de processus formel de sélection, puisque tous étaient déjà pilotes d'essai qualifiés.
Scott Crossfield et Alvin S. White étaient les pilotes d'essai principal et de réserve de North American Aviation qui se sont initialement impliqués dans le projet. Le capitaine de Air Force Iven Kincheloe (pilote principal) et Robert White (réserve) ont été affectés au X-15 en 1957. Quand Kincheloe a été tué dans un accident (dans un programme d'avion-fusée différent), White est devenu le pilote principal et le capitaine Robert Rushworth est devenu sa doublure. Les premiers pilotes de la NASA étaient Joseph Walker et Neil Armstrong. Lieutenant Commander Forrest S. Petersen a représenté la Navy.
Walker et Armstrong ont finalement été remplacés par les pilotes de la NASA John B. McKay (1960), Milton Thompson (1963) et William Dana (1965). White et Rushworth ont été remplacés par Joe Engle (1963), Captain William Joseph Knight (1964) et Major Michael Adams (20 juillet 1966). La Navy a sélectionné lieutenant Lloyd Hoover en remplacement de Peterson, mais il n'a jamais été formé ni volé.

## 1958
25 juin – Man In Space Soonest – USA,
Neil Armstrong, William B. Bridgeman, Albert S. Crossfield, Iven C. Kincheloe, John B. McKay, Robert A. Rushworth, Joseph Albert Walker, Alvin S. White, Robert M. White
Note : Neuf pilotes d'essai du National Advisory Committee for Aeronautics (NACA), de l'United States Air Force (USAF), de North American Aviation (NAA), et de Douglas Aircraft Company ont été sélectionnés pour le projet Man In Space Soonest, une initiative de l'USAF pour envoyer un homme dans l'espace avant l'Union soviétique. Le projet a été annulé le 1er août, mais deux de ces hommes atteindront plus tard l'espace : Walker a fait deux vols à bord d'un X-15 au-dessus de 100 km en 1963, et Neil Armstrong a rejoint la NASA en 1962 et a volé pour les programmes Gemini et Apollo, devenant le premier homme à mettre le pied sur la Lune le 21 juillet 1969 à 02:56 UTC.

## 1959
9 avril – NASA Group 1 – Mercury Seven – USA
Scott Carpenter, Gordon Cooper, John Glenn, Gus Grissom, Wally Schirra, Alan Shepard et Deke Slayton.
Note : Le premier groupe d'astronautes sélectionnés par la NASA était pour le Programme Mercury en avril 1959. Tous les sept étaient des pilotes d'essai militaires, une exigence précisée par le président Eisenhower pour simplifier le processus de sélection. Les sept ont finalement tous volé dans l'espace, mais un, Deke Slayton, n'a pas effectué une mission Mercury en raison d'une disqualification médicale, et a participé plus tard à la mission Apollo-Soyouz. Les six autres ont effectué une mission Mercury. Pour deux d'entre eux, Scott Carpenter et John Glenn, la mission Mercury était leur seul vol dans l'ère Apollo (Glenn s'est ensuite rendu sur la navette spatiale lors de la mission STS-95). Trois des astronautes Mercury, Gus Grissom, Gordon Cooper et Wally Schirra, ont chacun aussi effectué une mission au cours du Programme Gemini. Alan Shepard a été sélectionné pour la mission Mercury-Atlas 10 avant son annulation et était le commandant d'origine pour la mission Gemini 3, mais n'a pas volé en raison d'une disqualification médicale. Après une opération pour corriger le problème, il a volé en tant que commandant d'Apollo 14. Il est le seul astronaute de Mercury à être allé sur la Lune. Wally Schirra a également volé en tant que commandant d'Apollo 7, ainsi que sur Mercury-Atlas 8 et Gemini 6A, étant le seul astronaute à voler sur les trois types de vaisseaux spatiaux. (Gus Grissom aurait dû voler sur le premier vol Apollo, mais est décédé dans un incendie au cours d'un entraînement au sol, Apollo 1. Il est aussi généralement admis que s'il avait vécu, il aurait été le premier homme à marcher sur la lune.) Gordon Cooper était un commandant de sauvegarde d'Apollo 10, la répétition générale de l'atterrissage lunaire, et aurait commandé une autre mission (qui aurait été Apollo 13, en fonction de la rotation de l'équipage), mais il a été écarté par la rotation après un désaccord avec la direction de la NASA.
Les membres de Mercury Seven ont volé sur toutes les classes de véhicules spatiaux de la NASA (mais pas les stations spatiales) du XXe siècle: Mercury, Gemini, Apollo, et la navette spatiale américaine.

## 1960
7 mars – Groupe 1 : Voïenno-vozdouchnye sily VVS-1/Tsentr Podgotovki Kosmonavtov TsPK-1 – URSS,
Ivan Anikeïev (en), Pavel Beliaïev, Valentin Bondarenko, Valeri Bykovski, Valentin Filatiev (en), Youri Gagarine, Viktor Gorbatko, Anatoli Kartachov (en), Ievgueni Khrounov, Vladimir Komarov, Alexeï Leonov, Grigori Nelioubov, Andrian Nikolaïev, Pavel Popovitch, Mars Rafikov, Gueorgui Chonine, Guerman Titov, Valentin Varlamov (en), Boris Volynov, et Dmitri Zaikin (en).
Note : Le premier groupe de cosmonautes soviétiques a été choisi parmi les pilotes de jet de l'Armée de l'air soviétique.
Avril – Dyna-Soar Group 1 – USA,
Neil Armstrong, Bill Dana, Henry C. Gordon (en), Pete Knight, Russell L. Rogers (en), Milt Thompson, et James W. Wood.
Note : En avril 1960, sept hommes ont été secrètement choisis pour le programme Dyna-Soar. Armstrong avait déjà fait partie du programme MISS. Armstrong et Dana ont quitté le programme à l'été 1962.

## 1962
12 mars – Groupe des femmes Ts.P.K.-Zh. – URSS,
Tatiana Kouznetsova, Valentina Ponomariova, Irina Soloviova, Valentina Terechkova, et Zhanna Yorkina.
Note : Le 12 mars 1962, Ts.P.K.-Zh. ("Zh" pour « Zhenchtchina », femme en russe), un groupe de cinq femmes civiles ayant une expérience de parachutisme a été ajouté au programme de formation de cosmonautes. Seule Tereshkova a volé. Une leader soviétique de parachutisme de haute altitude, Tatiana Kouznetsova, âgée de 20 ans, était et demeure la plus jeune personne jamais choisie pour s'entraîner aux vols spatiaux.
17 septembre – NASA Group 2 – The Next Nine (Également : The Nifty Nine, The New Nine) – USA
Neil Armstrong, Frank Borman, Charles Conrad, James Lovell, James McDivitt, Elliot See, Thomas Stafford, Edward White et John Young.
Note : Un second groupe de neuf astronautes a été sélectionné par la NASA en septembre 1962. Tous ont effectué des missions dans le programme Gemini sauf Elliott See, qui est décédé dans un accident de vol tout en préparant le vol Gemini 9. Tous les autres ont également volé sur Apollo, sauf Ed White, décédé dans l'incendie d'Apollo 1. Trois de ce groupe, McDivitt, Borman et Armstrong, ont effectué des vols uniques sur Gemini et Apollo. Quatre autres personnes, Young, Lovell, Stafford et Conrad, ont effectué chacun deux vols sur Gemini et au moins un vol sur Apollo. Young et Lovell ont participé à deux vols Apollo. Conrad et Stafford ont également fait des seconds vols Apollo, Conrad sur Skylab 2 et Stafford sur Apollo-Soyouz. Six de ce groupe, Borman, Lovell, Stafford, Young, Armstrong et Conrad, ont effectué des vols vers la Lune. Lovell et Young ont volé vers la Lune deux fois. Armstrong, Conrad, et Young ont marché sur la Lune. McDivitt a ensuite été directeur du programme Apollo et a été le premier général et aurait été soit le premier pilote de LM ou le commandant de sauvegarde pour Apollo 14, mais a quitté la NASA en raison d'un conflit entre Alan Shepard et Deke Slayton. John Young a également volé sur la navette spatiale (STS-1 et STS-9) et a pris sa retraite de la NASA en 2004. Il était à la fois le premier et le dernier de son groupe à aller dans l'espace.
19 septembre – Dyna-Soar Group 2 – USA
Albert Crews (en)
Note : Le 19 septembre 1962, Crews a été ajouté au programme Dyna-Soar et les noms des six astronautes actifs ont été annoncés au public.

## 1963
10 janvier – Groupe des Forces aériennes 2 : VVS-2/TsPK-2 – URSS,
Iouri Artioukhine, Edouard Bouinovski, Lev Demine, Gueorgui Dobrovolski, Anatoli Filiptchenko, Alekseï Goubarev, Vladislav Gouliaïev, Piotr Kolodine, Edouard Kougno, Anatoli Koukline, Aleksandr Matintchenko, Vladimir Chatalov, Lev Vorobiov, Anatoli Voronov, Vitali Jolobov
18 octobre – NASA Group 3 – The Fourteen – USA
Buzz Aldrin, William Anders, Charles Bassett, Alan Bean, Eugene Cernan, Roger Chaffee, Michael Collins, Walter Cunningham, Donn Eisele, Theodore Freeman, Richard Gordon, Rusty Schweickart, David Scott, Clifton Williams
Note : Tout le troisième groupe (sauf ceux qui sont morts) a volé sur le programme Apollo - Aldrin, Bean, Cernan et Scott ont marché sur la Lune. Cinq d'entre eux (Aldrin, Cernan, Collins, Gordon et Scott) ont également effectué des missions au cours du programme Gemini. Cernan est le seul astronaute de ce groupe à voler à deux reprises vers la Lune (Apollo 10 et Apollo 17), tandis que Bean a commandé la mission Skylab 3.
Bassett, Chaffee, Freeman et Williams sont tous morts avant d'avoir pu voler dans l'espace – Chaffee dans l'incendie d'Apollo 1, les autres dans des accidents d'avion.

## 1964
25 janvier – Supplément au Groupe des Forces aériennes 2 (VVS-2)/TsPK-2 – URSS
Gueorgui Beregovoï
26 mai – Groupe Voskhod (Groupe Médical 1) – URSS,
Vladimir Benderov, Gueorgui Katis, Vassili Lazarev, Boris Poliakov, Alekseï Sorokine, Boris Iegorov
11 juin – Groupe 1 Spécialiste Civil (ajouté au Groupe Voskhod) – URSS,
Konstantin Feoktistov

## 1965
1er juin – Groupe de Journalistes 1 – URSS,,
Yaroslav Golovanov, Youri Letounov (ru), Mikhaïl Rebrov (ru)
Note : En 1965, trois journalistes civils ont été sélectionnés pour la formation de cosmonaute en préparation pour une mission Voskhod. Lorsque le programme Voskhod a été annulé, Golovanov et Letunov ont été licenciés. Rebrov, en revanche, est resté dans le programme spatial en tant que journaliste jusqu'en 1974.
1er juin – Groupe de médecins pour Voskhod/Groupe Médical 2 – URSS,
Yevgeni Illyin, Aleksandr Kiselyov, Iouri Senkevitch (en)
Note : Ces médecins ont été choisis pour des vols Voskhod de longue durée, qui ont tous été par la suite annulés pour faire place au Programme lunaire habité soviétique. Tous les trois ont été licenciés au début de l'année suivante.
28 juin – NASA Group 4 – The Scientists – USA
Owen Garriott, Edward Gibson, Duane Graveline, Joseph Kerwin, Curt Michel, Harrison Schmitt
Note : Graveline et Michel, ont quitté la NASA sans effectuer de vol dans l'espace. Schmitt a marché sur la Lune au cours de la mission Apollo 17. Garriott, Gibson et Kerwin ont tous trois  volé sur Skylab. Garriott a également volé sur la navette spatiale au cours de la mission STS-9, devenant le premier radioamateur (indicatif W5LFL) à émettre depuis l'orbite.
28 octobre – Groupe des Forces aériennes 3 : VVS-3/TsPK-3 – URSS,
Boris Beloussov, Vladimir Degtyarov, Anatoli Fiodorov, Iouri Glazkov, Vitali Grishchenko, Veygeni Khludeyev, Leonid Kyzym, Piotr Klimouk, Gennadi Kolesnikov, Aleksandr Kramarenko, Mikhail Lisun, Aleksandr Petrushenko, Vladimir Preobrazhensky, Valeri Rojdestvenski, Guennadi Sarafanov, Ansar Sharafutdinov, Vasili Shcheglov, Aleksandr Skvortsov, Eduard Stepanov, Valeri Volochine, Oleg Yakovlev, Viatcheslav Zoudov
Note : Ce groupe de cosmonautes a été sélectionné pour participer à cinq programme Soyouz différents. Il s'agissait de programmes militaires (avec et sans les stations spatiales Almaz/Saliout) et deux programmes lunaires (dont un seul prévoyait un atterrissage lunaire réel). En fin de compte, seul le programme orbital et le programme de stations spatiales ont été maintenus, et quelques-uns des cosmonautes de ce groupe ont eu la chance de voler dans l'espace.
Novembre – USAF MOL Group 1 – USA
Michael J. Adams, Albert H. Crews (en) Jr., John L. Finley (en), Richard E. Lawyer (en), Lachlan Macleay (en), Francis G. Neubeck, James M. Taylor (en), Richard H. Truly.
Note : Ce groupe a été sélectionné pour l'entraînement au programme Manned Orbiting Laboratory de l'US Air Force. De ce groupe, seul Truly a été transféré à la NASA après l'annulation du programme MOL et plus tard a volé sur la navette spatiale. En 1989, Truly est devenu le premier astronaute à être administrateur de la NASA.

## 1966
17 janvier – Supplément au Groupe des Forces aériennes 3 (VVS-3)/TsPK-3 – URSS
Vassili Lazarev
Note : Lazarev, précédemment sélectionné dans le Groupe Voskhod en 1964, a été re-sélectionné dans le groupe TsPK-3 après la retraite de Vladimir Degtyarov.
4 avril – NASA Group 5 – The Original 19 – USA
Vance Brand, John S. Bull, Gerald Carr, Charles Duke, Joseph Engle, Ronald Evans, Edward Givens, Fred Haise, James Irwin, Don Lind, Jack Lousma, Ken Mattingly, Bruce McCandless II, Edgar Mitchell, William Pogue, Stuart Roosa, Jack Swigert, Paul Weitz, Alfred Worden.
Note : L'astronaute John Young a baptisé ce groupe « the Original Nineteen », parodie du premier groupe d'astronautes de la NASA, surnommé « the Original Seven ». Près de la moitié de ce groupe a volé dans le programme Apollo tandis que d'autres ont volé sur Skylab et à bord de la navette spatiale, Brand a aussi volé au cours de la mission Apollo-Soyouz en 1975. Engle était le seul astronaute de la NASA à avoir gagné ses ailes d'astronautes avant sa sélection. Deux de ce groupe n'ont jamais volé dans l'espace : Bull a démissionné du Corps des astronautes en 1968 après avoir découvert qu'il avait une maladie pulmonaire et Givens a été tué dans un accident de voiture en 1967. Engle, Lind, et McCandless étaient les seuls de ce groupe qui n'avaient jamais volé dans une capsule Apollo ; Brand, Haise, Lousma, Mattingly, et Weitz ont tous volé à la fois sur Apollo et à bord de la navette (mais Haise a seulement effectué les Tests d'approche et d'atterrissage de la navette spatiale américaine, vols atmosphériques).
23 mai – Groupe Civil Spécialiste 2 – URSS,
Sergei Anokhin, Vladimir Bugrov, Gennadi Dolgopolov, Gueorgui Gretchko, Valeri Koubassov, Oleg Makarov, Vladislav Volkov, Alekseï Ielisseïev
30 juin – USAF MOL Group 2 – USA
Karol Bobko, Robert Crippen, Gordon Fullerton, Henry Hartsfield, Robert Overmyer.
Note : Ce groupe a été sélectionné pour l'entraînement au programme Manned Orbiting Laboratory de l'US Air Force. Tous ont été transférés à la NASA après l'annulation du programme MOL et tous les cinq ont volé sur la navette spatiale en tant qu'astronautes pilotes.

## 1967
31 janvier – Supplément au 2e Groupe Civil Spécialiste – URSS,
Nikolaï Roukavichnikov, Vitali Sevastianov
7 mai – Groupe des Forces aériennes 4 : VVS-4/TsPK-4 – URSS,
Vladimir Alekseyev, Vladimir Beloborodov, Mikhail Burdayev, Sergei Gaidukov, Vladimir Isakov, Vladimir Kovalionok, Vladimir Kozelsky, Vladimir Liakhov, Iouri Malychev, Viktor Pisarev, Nikolai Porvatkin, Mikhail Sologub
22 mai – Groupe de l'Académie des sciences d'URSS – URSS,
Mars Fatkouline, Roudolf Gouliaïev, Gueorgui Katis, Ordinard Kolomitsev, Valentin Yershov
Juin – USAF MOL Group 3 – USA
James Abrahamson (en), Robert Herres (en), Robert H. Lawrence Jr, Donald Peterson.
Note : Ce groupe a été sélectionné pour l'entraînement au programme Manned Orbiting Laboratory de l'US Air Force. Lawrence a été le premier Afro-Américain à être choisi comme astronaute, mais a été tué dans un accident de jet avant l'annulation du programme MOL en 1969 (si Lawrence n'était pas mort, il aurait été, si accepté par la NASA, le premier candidat Afro-Américain astronaute, précédant Guion Bluford, Ronald McNair et Frederick Gregory de neuf ans). Peterson a été transféré à la NASA en 1969 après l'annulation de MOL et a volé sur la navette spatiale. Herres deviendra plus tard le premier vice-chef d'État-Major des armées des États-Unis en vertu de la loi Goldwater-Nichols Act de 1987.
4 octobre – NASA Group 6 – XS-11 (The Excess Eleven) – USA
Joseph Allen, Philip Chapman (en), Anthony England, Karl Henize, Donald Holmquest (en), William B. Lenoir, Anthony Llewellyn (en), Story Musgrave, Brian O'Leary, Robert Parker, William Thornton.
Note : Ce deuxième groupe de scientifiques-astronautes ont été assignés en tant que membres de l'équipage de sauvegarde pour les trois dernières missions Apollo ou comme membres d'équipage de sauvegarde pour Skylab. Sauf pour Chapman, Holmquest, Llewellyn, et O'Leary - qui ont tous démissionné de la NASA avant la fin du programme Apollo - les membres du groupe finalement volé comme spécialistes de mission au cours du programme de la navette spatiale. Avec son vol lors de la mission STS-80 à l'âge de 61 ans, Musgrave détenait le titre de "plus vieil astronaute" avant le deuxième vol de John Glenn (77 ans).

## 1968
27 mai – Supplément au 2e Groupe Civil Spécialiste/TsKBEM-1 – URSS
Vladimir Fartushny, Viktor Patsaïev, Valeri Yazdovsky

## 1969
14 août – NASA Group 7 – USA
Karol Bobko, Robert Crippen, Gordon Fullerton, Henry Hartsfield, Robert Overmyer, Donald H. Peterson, Richard Truly.
Note : Ce groupe d'astronautes du programme Manned Orbiting Laboratory a été transféré à la NASA après l'annulation du programme MOL en 1969. Tous ont volé sur les premiers vols des navettes spatiales. En 1989, Truly est devenu le premier astronaute à être administrateur de la NASA, occupant le poste jusqu'en 1992.
10 septembre – Civilian Engineer Group – URSS[réf. nécessaire]
Anatoli Demyanenko, Valeri Makrushin, Dmitri Yuyukov

## 1970
27 avril – Groupe des Forces aériennes 5 : VVS-5/TsPK-5 – URSS,
Anatoli Berezovoï, Aleksandr Dedkov, Vladimir Djanibekov, Nikolai Fefelov, Valeri Illarianov, Yuri Isaulov, Vladimir Kozlov, Leonid Popov, Iouri Romanenko

## 1971
25 février – 1971 Scientific Group – URSS
Gurgen Ivanyan
Mai – Shuguang (en) Group 1970 – Chine
Chai Hongliang, Dong Xiaohai, Du Jincheng, Fang Guojun, Hu Zhanzi, Li Shichang, Liu Chongfu, Liu Zhongyi, Lu Xiangxiao, Ma Zizhong, Meng Senlin, Shao Zhijian, Wang Fuhe, Wang Fuquan, Wang Quanbo, Wang Rongsen, Wang Zhiyue, Yu Guilin, Zhang Ruxiang

## 1972
22 mars – TsKBEM-2/Civilian Specialist Group 4 – URSS
Boris Andreyev (en), Valentin Lebedev, Yuri Ponomaryov
22 mars – Groupe Médical 3/IMBP-1 – URSS,
Georgi Machinski, Valeri Poliakov, Lev Smirenny

## 1973
27 mars – Civilian Specialist Group 5 – URSS
Vladimir Axionov, Vladimir Gevorkyan, Alexandre Ivantchenkov, Valeri Romanov, Valeri Rioumine, Guennadi Strekalov

## 1974
1er janvier – Physician Group – URSS
Zyyadin Abuzyarov

## 1976
23 août – Groupe des Forces aériennes 6 : VVS-6/TsPK-6 – URSS,
Leonid Ivanov, Leonid Kadeniouk, Nikolai Moskalenko, Sergei Protchenko, Yevgeni Saley, Anatoli Soloviov, Vladimir Titov, Vladimir Vassioutine, Aleksandr Volkov
25 novembre – Groupe Intercosmos 1976 – URSS
Mirosław Hermaszewski, Zenon Jankowski, Sigmund Jähn, Eberhard Köllner (en), Oldřich Pelčák, Vladimir Remek

## 1977
22 décembre – Groupe 1 ESA / Spécialistes de mission Spacelab – ESA
Franco Malerba, Ulf Merbold, Claude Nicollier, Wubbo Ockels

## 1978
16 janvier – NASA Group 8 – TFNG (Thirty-Five New Guys) – USA
Pilotes : Daniel Brandenstein, Michael Coats, Richard Covey, John Creighton, Robert Gibson, Frederick D. Gregory, Frederick Hauck, Jon McBride, Francis "Dick" Scobee, Brewster Shaw, Loren Shriver, David Walker, Donald Williams
Spécialistes de mission : Guion Bluford, James Buchli, John Fabian, Anna Fisher, Dale Gardner, S. David Griggs, Terry Hart, Steven Hawley, Jeffrey Hoffman, Shannon Lucid, Ronald McNair, Richard Mullane, Steven Nagel, George Nelson, Ellison Onizuka, Judith Resnik, Sally Ride, Rhea Seddon, Robert Stewart, Kathryn D. Sullivan, Norman Thagard, James van Hoften
En raison de la longue période entre la dernière mission Apollo et le premier vol de la navette spatiale américaine en 1981, quelques astronautes des groupes plus anciens sont restés avec la NASA. Ainsi, en 1978, un nouveau groupe de 35 astronautes a été choisi après 9 ans sans nouveaux astronautes, dont les premières femmes astronautes américaines, ainsi que les premiers astronautes noirs à voler, Guion Bluford et Frederick D. Gregory (le premier astronaute noir était Lawrence). Bob Stewart a été le premier astronaute provenant de l'Armée de terre des États-Unis à être sélectionné (près de 19 ans après l'original Mercury Seven). Depuis lors, un nouveau groupe a été choisi à peu près tous les deux ans.
Deux groupes d'astronautes différents ont été formés : les pilotes et les spécialistes de mission. En outre, le programme de la navette dispose de spécialistes de charge utile qui sont sélectionnés pour une mission unique et ne font pas partie du Corps des astronautes - la plupart étaient des scientifiques, quelques politiciens également et de nombreux astronautes internationaux.
Du premier groupe post-Apollo, Sally Ride est devenue la première femme américaine dans l'espace (STS-7). Plus tard, elle a volé avec Kathryn Sullivan au cours de la mission STS-41-G, où Sullivan a été la première femme américaine à effectuer une EVA. Dr. Thagard, qui a volé avec Ride sur le vol STS-7, est devenu plus tard le premier Américain à être lancé sur une fusée russe (Soyouz TM-21, pour l'expédition Mir-18) en direction de la station spatiale Mir. Shannon Lucid est restée à bord de Mir un peu plus de 6 mois, de 1996 à 1997, battant tous les records de durée dans l'espace américains (à la fois le record de Skylab 4 et celui de Thagard). Ce record a été battu par Sunita Williams (qui a été sélectionnée 20 ans plus tard). De ce groupe, Scobee, Resnik, Onizuka, et McNair sont morts dans l'accident de la navette spatiale Challenger. Parmi les astronautes choisis, seulement Anna Fisher reste en service actif (bien que son mandat comprenait un congé prolongé de 1989 à 1996), tandis que Robert Gibson et Rhea Seddon sont devenus les premiers astronautes en service actif à se marier (les deux sont maintenant à la retraite). Le contrat de Shannon Lucid était ininterrompu de 1978 jusqu'au moment où elle a annoncé sa retraite en 2012 - les dernières années, elle était CAPCOM pour la navette spatiale, jusqu'au dernier jour de la dernière mission de la navette. Après l'accident de la navette spatiale Challenger, Sally Ride a participé à la Commission Rogers et après celui de Columbia, au Columbia Accident Investigation Board.
1er mars – Groupe Intercosmos 1978 – URSS
Aleksandr P. Aleksandrov, Dumitru Dediu (en), Jose Lopez Falcon, Bertalan Farkas, Maidarzhavyn Ganzorig (en), Jugderdemidiin Gurracha, Georgi Ivanov , Béla Magyari, Arnaldo Tamayo Méndez, Dumitru Prunariu
18 mai – Spacelab-1 Payload Specialists – USA
Michael Logan Lampton, Byron K. Lichtenberg
23 mai 1978 – Groupe des Forces aériennes 7 : VVS-7/TsPK-7 – Union soviétique
Nikolai S. Grekov, Aleksandr Viktorenko
9 août – Spacelab-2 Payload Specialists – USA
Loren Acton, John-David F. Bartoe, Dianne Kasnic Prinz, George Warren Simon
1er décembre 1978 – NPOE-4/TsKBM-3/IMBP-2 Cosmonaut Group – Union soviétique
TsKBM-3 : Vladimir M. Gevorkyan, Aleksei A. Grechanik, Valeri A. Khatulev, Valeri A. Romanov
NPOE-4 : Aleksandr Pavlovitch Aleksandrov, Aleksandr Balandine, Aleksandr Laveïkine, Moussa Manarov, Viktor Savinykh, Aleksandr Serebrov, Vladimir Soloviov
IMBP-2 : German S. Arzamazov, Aleksandr V. Borodin, Mikhail G. Potapov

## 1979
Février – Groupe GKNII-1 – URSS
Ivan I. Bachurin, Aleksei S. Boroday, Viktor M. Chirkin, Vladimir Y. Mosolov, Nail S. Sattarov, Anatoli M. Sokovykh
Note : Leonid Kadeniouk, déjà retenu en 1976 dans le groupe TsPK-6 a été re-sélectionné le 25 octobre 1988 dans le groupe GKNII-1.
1er avril – Groupe Intercosmos 1979 – URSS
Phạm Tuân, Bui Thanh Liem (en)
Août – USAF Manned Spaceflight Engineer – Group 1,
Frank J. Casserino, Jeffrey E. Detroye, Michael A. Hamel, Terry A. Higbee, Daryl J. Joseph, Malcolm W. Lydon, Gary E. Payton, Jerry J. Rij, Paul A. Sefchek, Eric E. Sundberg, David M. Vidrine, John B. Watterson, Keith C. Wright
De ce groupe, seul Payton a volé dans l'espace, en tant que spécialiste de charge utile à bord du vol STS-51-C, du département de la Défense des États-Unis.

## 1980
29 mai – NASA Group 9 – USA
Pilotes : John Blaha, Charles Bolden, Roy Bridges, Guy Gardner, Ronald Grabe, Bryan O'Connor, Richard N. Richards, Michael J. Smith
Spécialistes de mission : James Bagian, Franklin Chang-Diaz, Mary Cleave, Bonnie Dunbar, William Fisher, David Hilmers, David Leestma, John Lounge, Jerry Ross, Sherwood Spring, Robert Springer
Spécialistes de mission internationaux : Claude Nicollier, Wubbo Ockels
De ce groupe, Franklin Chang-Diaz est devenu le premier hispano-américain dans l'espace, Michael Smith est mort dans l'accident de la navette spatiale Challenger, et John Blaha a volé à bord de Mir. Jerry Ross et Chang-Diaz détiennent actuellement conjointement le record du nombre de vols spatiaux effectués, soit sept. Charles Bolden a été choisi en 2009 pour devenir le deuxième astronaute de la NASA et le premier Afro-Américain au poste d'Administrateur de la NASA à temps plein (bien que Frederick Gregory, qui est également Afro-Américain et ancien commandant de la navette, a temporairement occupé le poste entre le départ de Sean O'Keefe et la nomination de Michael Griffin en 2005). L'annonce, faite un jour avant la fin de la mission STS-125 dédiée au Télescope spatial Hubble, était une coïncidence, parce que Bolden était le pilote de la mission STS-31, consacrée au déploiement du télescope en 1990.
12 juin – Groupe 1 du CNES – France
Patrick Baudry, Jean-Loup Chrétien
Chrétien et Baudry sont les premiers Français dans l'espace. Chrétien a volé avec les Soviétiques sur Saliout 7 en 1982, et Baudry à bord de la navette spatiale lors du vol STS-51-G en 1985. Chrétien a volé plus tard à bord de la station spatiale Mir et est devenu spécialiste de mission dans les années 1990.
30 juillet – LII-1/IMBP-3/MAP/NPOE-5/AN-2 Cosmonaut Group – Union soviétique
LII-1: Anatoli Levtchenko, Alexandr Shchukin (ru), Rimantas Stankevičius, Igor Volk
IBMP: Galina Amelkina (ru), Yelena Dobrokvashina, Larisa Pozharskaya (ru), Tamara Zakharova
MAP: Svetlana Savitskaïa
NPOE: Yekaterina Ivanova, Natalya Kuleshova, Irina Pronina (ru)
AN-2: Irina Latysheva

## 1982
Août – USAF Manned Spaceflight Engineer – Group 2,
James B. Armor, Jr., Michael W. Booen, Livingston L. Holder, Jr. (en), Larry D. James (en), Charles E. Jones, Maureen C. LaComb, Michael R. Mantz, Randy T. Odle, William A. Pailes, Craig A. Puz, Katherine E. Roberts, Jess M. Sponable, W. David Thompson, Glenn S. Yeakel
Jones a été tué lors des attentats du 11 septembre 2001, en tant que passager du vol American Airlines 11. De ce groupe, seul Pailes a volé dans l'espace, en tant que spécialiste de charge utile à bord du vol STS-51-J, du département de la Défense des États-Unis.
20 septembre - Groupe indien – Inde
Ravish Malhotra (en), Rakesh Sharma
1er décembre – Spacelab Payload Specialists Group – Allemagne
Reinhard Furrer, Ernst Messerschmid

## 1983
29 mars – Groupes LII-2/AMN – URSS
AMN : Oleg Iourievitch Atkov
LII-2 : Ural N. Sultanov, Magomed O. Tolboyev
5 juin - Groupe Spacelab-3 Payload Specialists - USA
Mary Helen Johnston, Eugene H. Trinh, Lodewijk van den Berg, Taylor Wang
1er juillet - McDonnell Douglas Payload Specialists - USA
Charles David Walker
Note : Robert Jackson Wood a été intégré au groupe en mars 1985.
Décembre – NRC Group – Canada
Roberta Bondar, Marc Garneau, Steve MacLean, Kenneth Money (en), Robert Thirsk, et Bjarni Tryggvason
Ce premier groupe d'astronautes canadiens a été choisi par le Conseil national de recherches Canada et ils ont été transférés à l'Agence spatiale canadienne (ASC) lors de sa création en 1989. Tous les astronautes ont volé sur la navette spatiale américaine en 1997, à l'exception de Kenneth Money qui a démissionné de l'ASC en 1992.

## 1984
9 janvier - Spacelab-4 Payload Specialists - USA
F. Drew Gaffney, Millie Hughes-Fulford, Robert Ward Phillips, Bill Alvin Williams
15 février – NPOE-6/LII-3 Cosmonaut Group – Union soviétique,
NPOE : Alexandre Kaleri, Sergueï Iemelianov
LII-3 : Viktor Vassilievitch Zabolotski
25 février - United Kingdom Payload specialists/Skynet 4 - Royaume-Uni
Anthony H. Boyle, Richard A. Farrimond (à partir de juillet 1984 en remplacement de Boyle), Christopher J. Holmes, Peter H. Longhurst, Nigel R. Wood
C'est le premier groupe d'astronautes britanniques. Ces quatre candidats ont été formés par la NASA comme spécialistes de charge utile pour réaliser le déploiement de deux satellites militaires britanniques lors des missions STS-61-H et STS-71-C. Après l'accident de la navette spatiale Challenger, les vols ont été annulés et le groupe britannique dissous.
23 mai – NASA Group 10 – The Maggots – USA
Pilotes : Kenneth Cameron, John Casper, Frank Culbertson, Sidney Gutierrez, Blaine Hammond, Michael McCulley, James Wetherbee
Spécialistes de mission : James Adamson, Ellen Baker, Mark Brown, Sonny Carter, Marsha Ivins, Mark Lee, David Low, William Shepherd, Kathryn Thornton, Charles "Lacy" Veach
De ce groupe, William Shepherd est devenu le commandant de l'équipage de la première mission à bord de la station spatiale internationale, l'Expédition 1. James Wetherbee est devenu la seule personne à commander cinq missions spatiales. Sonny Carter est mort en 1991 lors d'un accident d'avion, en mission pour la NASA.
13 juin - Groupe d'océanographie US Navy Civil Observer - USA
Paul Scully-Power, Robert Everett Stevenson
Note : De ces deux océanographes de la marine américaine, seul Scully-Power a volé dans l'espace, lors de la mission STS-41-G.
20 juin - Groupe ASTRO-1 - USA
Samuel T. Durrance, Kenneth Hugh Nordsieck, Ronald A. Parise
Note : Ce groupe se composait de deux astronomes et d'un astrophysicien (Durrance). La mission initialement prévue, STS-61-E, a été annulée après l'accident de la navette spatiale Challenger. En décembre 1990, Durrance et Parise ont participé à la mission STS-35. Tous deux ont également appartenu à la sélection ASTRO-2 en 1993. Nordsieck n'a effectué aucun vol spatial.
5 juillet - Hughes Payload Specialists - USA
Louis William Butterworth, Stephen Lee Cunningham, Gregory Jarvis, John Harrison Konrad
Note : Ce groupe était composé de quatre spécialistes de charge utile de Hughes Aircraft. Jarvis faisait partie de la mission STS-51-L, qui a tourné à la catastrophe.
Septembre - Payload specialists India - Inde
Nagapathi Chidambar Bhat, Paramaswaren Radhakrishnan Nair
Note : Ces astronautes Indiens devaient participer aux missions à bord des navettes spatiales. Le vol envisagé pour 1986, STS-61-I, a été annulée après l'accident de la navette spatiale Challenger.
Novembre - Groupe ASI 1 - Italie
Cristiano Batalli-Cosmovici, Andrea Lorenzoni, Franco Rossitto
Note : Ce groupe a été formé par la NASA en tant que spécialistes de charge utile. Le vol de la navette spatiale prévu avec participation italienne a été annulé après l'accident de Challenger, le groupe a été dissous.
9 novembre - Congress Observer Selection - USA
Jake Garn, Bill Nelson
Note : Le sénateur Garn a volé dans l'espace en avril 1985 lors de la mission STS-51-D, le député Nelson en janvier 1986, lors de la mission STS-61-C.

## 1985
Avril - Payload specialists Saudi-Arabia - Arabie Saoudite
Sultan ben Salmane Al Saoud, Abdulmohsen Hamad Al-Bassam
Note : Seul Sultan ben Salmane Al Saoud est allé dans l'espace, lors de la mission STS-51-G.
8 avril - RCA Payload Specialists - USA
Robert J. Cenker, Gerard Edward Magilton
Note : Cenker a participé à la mission STS-61-C en janvier 1986. Magilton n'a jamais volé dans l'espace.
Juin - Payload specialists Mexico - Mexique
Ricardo Peralta y Fabi (en), Rodolfo Neri Vela
Note : Ce sont les premiers astronautes mexicains. Seul Rodolfo Neri Vela a volé dans l'espace lors de la mission STS-61-B, en novembre 1985.
4 juin – NASA Group 11 – USA
Pilotes : Michael A. Baker, Robert D. Cabana, Brian Duffy, Terence Henricks, Stephen Oswald, Stephen Thorne
Spécialistes de mission : Jerome Apt, Charles Gemar, Linda Godwin, Richard Hieb, Tamara Jernigan, Carl Meade, Rodolfo Neri Vela, Pierre Thuot
Note : Thorne a été tué dans le crash d'un avion privé avant sa première affectation à un vol spatial.
19 juillet – NASA Teacher in Space Program – USA
Christa McAuliffe, Barbara Morgan
Note : McAuliffe et Morgan ont été choisies comme spécialistes de charge utile, principale et de sauvegarde, pour la mission STS-51-L en 1985. McAuliffe a été tuée dans l'accident de la navette spatiale Challenger, 73 secondes après son décollage. Morgan a rejoint le Corps des astronautes de la NASA en 1998. Elle a volé sur la mission STS-118 en 2007, 21 ans après Challenger.
1er août – 1985 NASDA Group – Japon
Mamoru Mohri, Chiaki Mukai, Takao Doi
Août – USAF Manned Spaceflight Engineer – Group 3,
Joseph J. Caretto, Robert B. Crombie, Frank M. DeArmond, David P. Staib, Jr., Teresa M. Stevens
Août – Sunlab Payload Specialists - USA
John-David F. Bartoe, Dianne Kasnic Prinz
Note : La mission Sunlab a été annulée à la suite de l'accident de la navette spatiale Challenger.
Septembre - DoD-Observer Selection - États-Unis
Edward C. Aldridge, Jr. (en), Lawrence A. Skantze (en)
Note : Ce groupe était composé de deux militaires de haut rang. Aldridge était sélectionné sur le vol STS-62-A (en), première mission lancée depuis Vandenberg Air Force Base, qui a été annulée après la catastrophe de Challenger. Aucun d'entre eux n'a volé dans l'espace.
2 septembre – GKNII-2/NPOE-7 Cosmonaut Group – Union soviétique
GKNII : Viktor Afanassiev, Anatoli Artsebarski, Guennadi Manakov
NPOE : Sergueï Krikaliov, Andrei Zaytsev
IMBP-4 : Iouri Nikolaïevitch Stepanov
LII-4 : Iouri Petrovitch Cheffer, Sergueï Nikolaïevitch Tresviatski
18 septembre – Groupe 2 du CNES – France
Claudie André-Deshays, Jean-François Clervoy, Jean-Jacques Favier, Jean-Pierre Haigneré, Frédéric Patat, Michel Tognini, Michel Viso
30 septembre - Guest cosmonauts Syria - Syrie
Muhammed Faris, Munir Habib Habib
Note : De ce groupe, constitué d'un cosmonaute avec sa doublure, seul Faris a volé dans l'espace, lors de la mission Soyouz TM-3, en juillet 1987.
30 octobre - Payload specialists Indonesia - Indonésie
Taufik Akbar (en), Pratiwi Sudarmono (en)
Note : Ce groupe devrait être la première participation indonésienne au programme des navettes spatiales. Le vol prévu, STS-61-H (en), a été annulé après la catastrophe de Challenger, la formation des candidats n'a pas été achevée.
Novembre - Groupe WOSE-1 - USA
Crant Aufderhaar, Fred Lewis, Ronald Townsend
Note : Ce groupe était composé de météorologues de l'US Air Force. L'un d'eux aurait dû participer au vol STS-61-M. À la suite de la catastrophe de Challenger, leur formation a été annulée.
Novembre - AmSat Payload Specialists - USA
Otto Hoernig
Note : Hoernig a été formé comme spécialiste de charge utile pour un vol de la navette en 1987. Le vol a été annulé après la catastrophe de Challenger.
27 décembre - ATLAS-1 - ESA
Dirk D. Frimout
27 décembre - EOM Payload Specialists - USA
Charles Richard Chappell, Michael Lampton (en), Byron K. Lichtenberg
Note : Chappell et Frimout ont été sélectionnés par l'Investigator Working Group. La mission a été annulée après l'accident de Challenger. Elle a été remplacée par la mission ATLAS.

## 1987
8 janvier - Guest cosmonauts Bulgaria - Bulgarie
Aleksandr P. Aleksandrov, Krasimir Mihailov Stoyanov
26 mars – TsPK-8/NPOE-8 Cosmonaut Group – Union soviétique,,
TsPK : Valeri Korzoune, Vladimir Dejourov, Iouri Guidzenko, Iouri Malentchenko, Vassili Tsibliev
NPOE : Sergueï Avdeïev
5 juin – NASA Group 12 – The GAFFers – USA
Pilotes : Andrew M. Allen, Kenneth Bowersox, Curtis Brown, Kevin Chilton, Donald McMonagle, William Readdy, Kenneth Reightler
Spécialistes de mission : Thomas Akers, Jan Davis, Michael Foale, Gregory Harbaugh, Mae Jemison, Bruce Melnick, Mario Runco, James Voss
Le surnom informel du groupe est un acronyme pour "George Abbey Final Fifteen". De ce groupe, Mae Jemison est devenue la première femme afro-américaine dans l'espace. Michael Foale a participé à des missions prolongées sur Mir et sur la station spatiale internationale, ainsi à qu'une mission de réparation du télescope spatial Hubble. Au moment de l'accident de la navette spatiale Columbia en 2003, William Readdy était Associate Administrator for Space Flight et Kenneth Bowersox était commandant de l'Expédition 6. Chilton, après avoir quitté la NASA, est devenu le premier astronaute de la NASA pour devenir un grand général grade quatre étoiles dans l'US Air Force (Lt. Gen Thomas Stafford, USAF, et VADM Richard Truly, USN étaient des officiers Three-star rank (en)) et a occupé le poste de commandant de l'United States Strategic Command de 2007 à 2011.
Juillet SDI StarLab Selection – USA
Kenneth Paul Bechis, Dennis Lee "Denny" Boesen
Bechis et Boesen et ont été formés pour un vol militaire à bord de la navette, qui a été retardé à plusieurs reprises et finalement annulé.
3 août – 1987 German Group
Renate Brümmer, Hans Schlegel, Gerhard Thiele, Heike Walpot, Ulrich Walter

## 1988
12 février - Guest cosmonauts Afghanistan - Afghanistan
Abdul Ahad Mohmand, Mohammed Dauran-Ghulam Masum
Ce groupe, constitué d'un cosmonaute et de sa doublure est le premier d'Afghanistan. Abdul Ahad Mohmand est devenu le premier Afghan dans l'espace en août 1988, lors du vol Soyouz TM-6.
Février - Groupe WOSE-2 - USA
Lloyd Lynn Anderson, Jr., Carol Lynn Belt (Carol Lynn Belt Weaver après son mariage)
Comme le groupe WOSE-1 de 1985, ce groupe était composé de météorologues de l'US Air Force. Aucun membre du groupe n'a effectué de vol spatial.
Septembre - Terra Scout - USA
Michael Eugene Belt, John Edward "Hawk" Hawker, Thomas J. Hennen
Ce groupe était composé de trois membres de l'armée américaine. Hennen a participé à la mission STS-44, Belt étant sa doublure.

## 1989
11 janvier - IML-1 - USA/ESA
Roger Crouch, Ulf Merbold
Cette sélection internationale devait fournir l'un des deux spécialistes de charge utile pour le vol de navette STS-42 et sa doublure. Merbold a effectué la mission. Crouch a été à nouveau sélectionné en 1996, dans le groupe MSL-1 et a participé à deux missions à bord de la navette spatiale.
25 janvier – IMBP-5/GKNII-3/NPOE-9/TsPK-10 Cosmonaut Group – Union soviétique,,,
IMBP : Vladimir Karashtin, Vasili Lukiyanyuk, Boris Moroukov
GNKII : Anatoli Polonsky, Valeri Tokarev, Aleksandr Yablontsev
NPOE : Nikolaï Boudarine, Elena Kondakova, Aleksandr Polechtchouk, Iouri Oussatchev
TsPK : Sergueï Kirtchevsky, Guennadi Padalka, Iouri Onoufrienko
OKPKI-5 : Iouri Viktorovitch Prikhodko
24 février - SLS-1 - USA
F. Drew Gaffney, Millie Hughes-Fulford, Robert Ward Phillips
Ces trois scientifiques étaient déjà sélectionnés en 1984 dans le groupe Spacelab-4. Gaffney et Hughes-Fulford ont participé à la mission STS-40, Phillips étant de réserve.
Février - Groupe ASI 2 - Italie
Cristiano Batalli-Cosmovici, Umberto Guidoni, Franco Malerba
17 août - Journalistes TV Tokyo Broadcasting System - Japon
Toyohiro Akiyama, Ryoko Kikuchi (ja)
Akiyama est le premier cosmonaute japonais.
29 septembre – ATLAS Payload Specialists – NASA
Charles R. Chappell, Michael Lampton (en), Byron K. Lichtenberg
Ces trois astronautes avaient déjà été sélectionnés en 1985 dans le groupe EOM. Ce groupe était composé de deux spécialistes de charge utile pour le vol STS-45 en mars 1992. Lampton et Lichtenberg ont été initialement conçus comme une équipe, mais Lampton pour des raisons médicales a été remplacé par Frimout, devenant le premier astronaute Belge.
4 octobre - Spacelab-J Payload Specialists - USA
Stanley Norbert Koszelak, Jr.
Koszelak a été affecté comme spécialiste de charge utile de rechange sur le vol STS-47 de septembre 1992.
6 octobre - Austromir 91 - Autriche
Clemens Lothaller (de), Franz Viehböck
Ce groupe, composé d'un cosmonaute et d'un suppléant, a été créé pour la mission de recherche autrichienne Austromir (vol Soyouz TM-13) d'octobre 1991 à bord de la station spatiale Mir.
25 novembre - Groupe Juno - Royaume-Uni
Timothy Kristian Charles Mace, Helen Sharman
Ce groupe n'a pas été financée par l'État mais par l'industrie britannique. Les deux places pour un astronaute et sa doublure de la mission Mir-Juno ont été annoncés publiquement. Helen Sharman est devenue la première astronaute britannique en mai 1991.

## 1990
17 janvier – NASA Group 13 – The Hairballs – USA
Pilotes : Kenneth Cockrell, Eileen Collins, William G. Gregory, James Halsell, Charles Precourt, Richard Searfoss, Terrence Wilcutt
Spécialistes de mission : Daniel Bursch, Leroy Chiao, Michael R. Clifford, Bernard Harris, Susan Helms, Thomas David Jones, William McArthur, James Newman, Ellen Ochoa, Ronald Sega, Nancy Currie, Donald A. Thomas, Janice Voss, Carl E. Walz, Peter Wisoff, David Wolf
Collins est devenue la première femme à piloter une navette spatiale lors de la mission STS-63, la première femme commandant de la navette, puis commandant de la deuxième mission « Return to Flight » en 2005. Le surnom de "Hairballs", selon Jones, dans son livre "Sky Walking," est venu après que le groupe a mis un chat noir sur son patch.
Février – Groupe 3 du CNES – France
Léopold Eyharts, Jean-Marc Gasparini, Philippe Perrin, Benoît Silve
11 mai – GKNII-2/MGA/MAP/VVS/KKSZh Journalists/TsPK-11 Cosmonaut Group – Union soviétique
Journalistes militaires KKSZh : Aleksandr S. Andryushkov, Valeri V. Baberdin
Journalistes KKSZh : Yuri Y. Krikun, Pavel P. Mukhortov, Svetlana O. Omelchenko, Valeri Y. Sharov
GKNII-4 : Valeri Y. Maksimenko, Aleksandr S. Puchkov, Nikolai A. Pushenko
MGA : Talgat Musabayev
MAP : Vladimir G. Severin
TsPK : Talgat Musabayev, Vladimir Severin, Salijan Charipov, Sergueï Vozovikov (en), Sergueï Zaliotine
25 juin - Terra Geode - USA
Palmer Kent Bailey, Robert Henry Clegg, Michael Edward Hoffpauir
Ce groupe était composé de géographes et de géologues de l'armée américaine. La proposition de projet Terra Geode n'a pas été retenue.
6 août - USML-1 Payload Specialists - USA
Lawrence J. DeLucas, Joseph Markel Prahl, Albert Sacco, Jr., Eugene H. Trinh
Ce groupe était composé de deux spécialistes de charge utile et de leurs remplaçants pour le vol STS-50 en juin 1992, au cours duquel DeLucas et Trinh ont participé.
8 octobre – 1990 German Group
Reinhold Ewald, Klaus-Dietrich Flade

## 1991
21 janvier - USSR/Kazakhstan
Toktar Aubakirov, Talgat Musabayev
6 décembre - SLS-2 Payload Specialists - USA
Jay C. Buckley, Martin Fettman, Laurence Retman Young (en)
Ce groupe a présenté un spécialiste de charge utile pour la mission STS-58 en octobre 1993, au cours de laquelle Fettman a participé. Buckey a été membre de la sélection Neurolab en 1996.

## 1992
3 mars – NPOE-10 Cosmonaut Group – Russie,
Aleksandr Lazoutkine, Sergueï Trechtchiov, Pavel Vinogradov
31 mars – NASA Group 14 – The Hogs – USA
Pilotes : Scott Horowitz, Brent Jett, Kevin Kregel, Kent Rominger
Spécialistes de mission : Daniel T. Barry, Charles Brady, Catherine Coleman, Michael Gernhardt, John Grunsfeld, Wendy Lawrence, Jerry Linenger, Richard Linnehan, Miguel López-Alegría, Scott Parazynski, Winston Scott, Steven Smith, Joseph Tanner, Andy Thomas, Mary Weber
Spécialistes de mission internationaux : Marc Garneau (Canada), Chris Hadfield (Canada), Maurizio Cheli (Italie), Jean-François Clervoy (France), Koichi Wakata (Japon)
À partir de ce groupe de la NASA, les astronautes non-américains représentant les agences spatiales de leur pays d'origine ont été amenés et formés aux côtés de leurs homologues de la NASA en tant que spécialistes de mission à part entière, habilités à être affectés à toute mission de navette.
Avril – 1992 NASDA Group – Japon
Koichi Wakata
Wakata a été formé avec le groupe 14 de la NASA en tant que spécialiste de mission.
15 mai – 1992 ESA Group 2 – ESA
Maurizio Cheli (Italie), Jean-François Clervoy (France), Pedro Duque (Espagne), Christer Fuglesang (Suède), Marianne Merchez (Belgique), Thomas Reiter (Allemagne)
8 juin – CSA Group 2 – Canada
Dafydd Williams, Julie Payette, Chris Hadfield et Michael McKay (en)
Les astronautes du deuxième groupe canadiens ont été sélectionnés par l'ASC. Tous les astronautes ont volé sur la navette spatiale américaine, sauf Michael McKay, qui a démissionné pour raisons médicales.

## 1993
Mai - ASTRO-2 Payload Specialists - USA
Samuel T. Durrance, Ronald A. Parise, Scott Duane Vangen
Durrance et Parise étaient déjà membres du groupe ASTRO-1 en 1984. Le vol ASTRO-2 a eu lieu en mars 1995, avec la mission STS-67 à la place. Durrance et Parise faisaient partie de l'équipage, Vangen étant de réserve.

## 1994
1er avril – NPOE-11 Cosmonaut Group – Russie,
Nadezhda Kuzhelnaya (en), Mikhaïl Tiourine
20 juin - USML-2 Payload Specialists - USA
Ray Glynn Holt, Fred W. Leslie, David Henry Matthiesen, Albert Sacco, Jr.
Ce groupe a présenté deux spécialistes de charge utile et leur doublure pour la mission STS-73, au cours de laquelle Leslie et Sacco ont participé.
12 décembre – NASA Group 15 – The Flying Escargot – USA
Pilotes : Scott Altman, Jeffrey Ashby, Michael Bloomfield, Joe Edwards, Dominic Gorie, Rick Husband, Steven Lindsey, Pamela Melroy, Susan (Still) Kilrain, Frederick Sturckow.
Spécialistes de mission : Michael Anderson, Kalpana Chawla, Robert Curbeam, Kathryn Hire, Janet Kavandi, Edward Lu, Carlos Noriega, James Reilly, Stephen Robinson.
Spécialistes de mission internationaux : Jean-Loup Chrétien (France), Takao Doi (Japon), Michel Tognini (France), Dafydd Williams (Canada).
Husband, Anderson et Chawla étaient membres de l'équipage de la dernière mission de la navette Columbia, STS-107, qui s'est achevée par la destruction de l'orbiteur. Chrétien s'est entraîné comme membre de l'équipage de sauvegarde de Spacelab dans les années 1980 et a volé sur les véhicules spatiaux soviétiques/russes et américains, et est le premier astronaute non américain ou soviétique/russe à effectuer une sortie dans l'espace.

## 1995
8 mai - Groupe ASI 1 - Italie
Luca Urbani (en)
Urbani a été formé par la NASA en tant que spécialiste de charge utile de remplacement pour la mission STS-78, mais n'a pas volé.

## 1996
Février - MSL-1 Payload Specialists - États-Unis
Roger Crouch, Greg Linteris, Paul Ronney
Ce groupe était composé de deux spécialistes de charge utile pour la mission STS-83 en avril 1997 : Crouch et Linteris. Le vol a dû être écourté et la mission fut effectuée lors du vol STS-94. Crouch était auparavant dans la sélection IML-1 de 1989.
9 février – MKS/RKKE-12 Cosmonaut Group – Russie
MKS : Oleg Kotov, Iouri Charguine
RKKE : Konstantine Kozeïev, Sergueï Revine
26 mars – MKS supplemental cosmonaut group – Russie
Oleg Kononenko
4 avril - Neurolab Payload Specialists - USA
Jay C. Buckley, Alexander William Dunlap (hu), James A. Pawelzyk
Ce groupe a présenté deux spécialistes de charge utile pour la mission STS-90 en avril 1998, au cours de laquelle Buckley et Pawelzyk ont participé. Buckey 1991 était déjà membre du groupe SLS-2 en 1991.
1er mai – NASA Group 16 – The Sardines – USA
Pilotes : Duane G. Carey, Stephen Frick, Charles O. Hobaugh, James M. Kelly, Mark Kelly, Scott Kelly, Paul Lockhart, Christopher Loria, William Cameron McCool, Mark L. Polansky.
Spécialistes de mission : David McDowell Brown, Daniel C. Burbank, Yvonne Cagle, Fernando Caldeiro, Charles Camarda, Laurel Clark, Michael Fincke, Patrick G. Forrester, John Herrington, Joan Higginbotham, Sandra Magnus, Michael J. Massimino, Richard Mastracchio, Lee Morin, Lisa Nowak, Donald Pettit, John L. Phillips, Paul W. Richards, Piers Sellers, Heidemarie Stefanyshyn-Piper, Daniel M. Tani, Rex J. Walheim, Peggy Whitson, Jeffrey Williams, Stephanie Wilson.
Spécialistes de mission internationaux : Pedro Duque (Espagne), Christer Fuglesang (Suède), Umberto Guidoni (Italie), Steven MacLean (Canada), Mamoru Mohri (Japon), Soichi Noguchi (Japon), Julie Payette (Canada), Philippe Perrin (France), Gerhard Thiele (Allemagne).
James Kelly n'est pas lié. Loria a démissionné de la mission STS-113 pour cause de blessure et n'a jamais volé avant de se retirer du Corps des astronautes. Nowak, qui a volé sur la mission STS-121, a été arrêté le 5 février 2007, après avoir affronté une femme faisant partie d'un triangle amoureux avec un collègue astronaute. Elle a été licenciée par la NASA le 6 mars, le premier astronaute à être à la fois licenciée (les précédents astronautes qui étaient cloués au sol en raison de problèmes non médicaux étaient généralement démissionnaires ou à la retraite).
Juin – NASDA Group – Japon
Soichi Noguchi
Octobre – China Group 1996 – Chine
Li Qinglong, Wu Jie
Ces cosmonautes ont suivi de novembre 1996 à décembre 1997 en Russie un entraînement de cosmonaute. Une demande pour un vol spatial n'était pas prévue, ils devraient diriger la formation des astronautes chinois après leur retour.
Décembre - Spécialiste de charge utile d'Ukraine - Ukraine
Leonid Kadeniouk, Iaroslav Igorievitch Poustovy
Cette sélection a fourni un astronaute et un remplaçant pour le vol STS-87 en novembre 1997. Kadeniouk a été déjà formé en 1976 en tant que cosmonaute soviétique (groupe TsPK-6).

## 1997
Mai – Spécialistes de charge utile – Israël
Yitzhak Mayo (he), Ilan Ramon
Ramon fut le premier astronaute israélien à voler dans l'espace ; il le fut en tant que spécialiste de charge utile de la mission STS-107, qui s'acheva par la destruction de l'orbiteur.
28 juillet – TsPK-12/RKKE-13 Cosmonaut Group – Russie
TsPK : Dmitri Kondratiev, Iouri Lontchakov, Sergueï Mochtchenko, Oleg Mochkine, Roman Romanenko, Aleksandr Skvortsov, Maxime Souraïev, Valeri Tokarev, Konstantine Valkov (en), Sergueï Volkov
RKKE : Oleg Skripotchka, Fiodor Iourtchikhine
16 septembre - Politique - Russie
Iouri Batourine
Batourine était conseiller à la sécurité nationale du président russe Boris Eltsine et a été choisi pour faire un vol en tant que visiteur de la station spatiale Mir. Après le vol Soyouz TM-28, il a abandonné ses fonctions politiques pour poursuivre une formation de cosmonaute professionnel. Il a ensuite volé participé à l'expédition ISS EP-1, en tant qu'ingénieur de vol en avril 2001.
22 décembre - Acteurs - Russie
Vladimir Alexandrovitch Steklov (en), Olga Kabo, Natalia Valerievna Gromouchkina (ru)
L'objectif était de tourner le film de Iouri Kara, Le Prix est un voyage dans l'espace, basé sur le roman La Marque de Cassandra de l'écrivain russe Tchinguiz Aïtmatov à bord de la station spatiale Mir avec un acteur professionnel. Par suite de problèmes financiers, seul Steklov a achevé sa formation, et le vol n'a pas eu lieu.

## 1998
Janvier – Chinese Group 1 – Chine
Chen Quan (en) 陈全, Deng Qingming 邓清明, Fei Junlong 费俊龙, Jing Haipeng 景海鹏, Liu Boming 刘伯明, Liu Wang 刘旺, Nie Haisheng 聂海胜, Pan Zhanchun (en) 潘占春, Yang Liwei 杨利伟, Zhai Zhigang 翟志刚, Zhang Xiaoguang 张晓光, Zhao Chuandong (en) 赵传东
En octobre 2003, Yang Liwei est devenu le premier homme à être envoyé dans l'espace par le Programme spatial de la Chine, et sa mission, Shenzhou 5, a fait de la république populaire de Chine le troisième pays à envoyer des gens dans l'espace par ses propres moyens.
16 janvier - US-Senate Payload Specialist Selection - USA
John Glenn
36 ans après Friendship 7, Glenn retourne dans l'espace lors du vol STS-95 en octobre 1998, il est devenu le plus vieil astronaute.
24 février – RKKE-14 Cosmonaut Group – Russie
Mikhaïl Kornienko
23 mars - Slovaquie
Ivan Bella, Michal Fulier (en)
Cette sélection a fourni un astronaute et sa doublure pour le vol Soyouz TM-29 en direction de la station spatiale Mir en février 1999
4 juin – NASA Group 17 – The Penguins – USA
Pilotes : Lee Archambault, Christopher Ferguson, Kenneth Ham, Gregory C. Johnson, Gregory H. Johnson, William Oefelein, Alan Poindexter, George Zamka
Spécialistes de mission : Clayton Anderson, Tracy Caldwell, Gregory Chamitoff, Timothy Creamer, Michael Foreman, Michael E. Fossum, Stanley Love, Leland Melvin, Barbara Morgan, John D. Olivas, Nicholas Patrick, Garrett Reisman, Patricia Robertson, Steven Swanson, Douglas Wheelock, Sunita Williams, Neil Woodward
Spécialistes de mission internationaux : Léopold Eyharts (France), Paolo Nespoli (Italie), Marcos Pontes (Brésil), Hans Schlegel (Allemagne), Robert Thirsk (Canada), Bjarni Tryggvason (Canada), Roberto Vittori (Italie)
Note : Le groupe comprend Barbara Morgan, qui était la doublure de Christa McAuliffe du "Teacher in Space Project", morte dans l'accident de la navette spatiale Challenger en 1986. Bien souvent désigné comme une Educator Astronaut, Morgan a été sélectionné par la NASA en tant que spécialiste de mission, avant la création du Educator Astronaut Project (en).
Patricia Robertson (née Hilliard) a été tuée dans le crash d'un avion privé avant qu'elle ne soit affecté à une mission de navette.
Oefelein a été licencié par la NASA en 2007 en raison de son implication dans un triangle amoureux avec l'astronaute Lisa Nowak.
18 juin - Brésil
Marcos Pontes
Pontes a été formé avec le groupe 17 de la NASA en tant que spécialiste de mission. Quand il est devenu évident qu'il n'y aurait aucun moyen pour lui de voler à bord de la navette spatiale, il a été formé comme cosmonaute en Russie. Il a volé en mars 2006 à bord de Soyouz TMA-8 en direction de la Station spatiale internationale.
7 octobre – 1998 ESA Group – ESA  (transféré au Corps européen des astronautes en 1998)
Frank De Winne, Léopold Eyharts, André Kuipers, Paolo A. Nespoli, Hans Schlegel, Roberto Vittori, Jean-Pierre Haigneré, Jean-François Clervoy, Pedro F. Duque, A. Christer Fuglesang, Umberto Guidoni, Claude Nicollier, Thomas A. Reiter, Gerhard P. J. Thiele

## 1999
10 février – 1999 NASDA Group – Japon
Satoshi Furukawa, Akihiko Hoshide, Naoko Sumino
Février – 1999 ESA Group – Europe
Reinhold Ewald
Le dernier astronaute du DLR a été transféré au Corps européen des astronautes en 1999.
1er novembre – 1999 ESA Group – Europe
Claudie André-Deshays, Philippe Perrin, Michel Tognini
Les trois astronautes CNES restants ont été transférés au Corps européen des astronautes en 1999.

## 2000
26 juillet – NASA Group 18 – The Bugs – USA
Pilotes : Dominic A. Antonelli, Eric A. Boe, Kevin A. Ford, Ronald J. Garan, Jr., Douglas G. Hurley, Terry W. Virts, Jr., Barry E. Wilmore
Spécialistes de mission : Michael R. Barratt, Robert L. Behnken, Stephen G. Bowen, B. Alvin Drew, Andrew J. Feustel, Michael T. Good, Timothy L. Kopra, K. Megan McArthur, Karen L. Nyberg, Nicole P. Stott
9 octobre - Touriste spatial 1 - Space Adventures
Dennis Tito

## 2001
5 décembre - Touriste spatial 2 - Space Adventures
Mark Shuttleworth

## 2002
12 novembre – Équipe d'astronautes de Canadian Arrow – Canada
David Ballinger, Larry C. Clark, Jason Paul Dyer, Marvin Edward 'Ted' Gow, Iaroslav Igorievitch Poustovy, Wayne 'Terry' Wong
Note : Seul Iaroslav Poustovy avait reçu une formation d'astronaute, ayant déjà été sélectionné en 1996 en tant que spécialiste de charge utile d'Ukraine.

## 2003
23 mai – TsPK-13/RKKE-15/IMBP-6 Cosmonaut Group – Russie
TsPK : Anatoli Ivanichine, Aleksandr Samokoutiaïev, Anton Chkaplerov, Evgueni Tarelkine, Sergueï Joukov
RKKE : Oleg Artemiev, Andreï Borissenko, Mark Serov
IMBP : Sergueï Riazanski
23 mai – Kazakhstan-1 – Kazakhstan
Aïdyn Aimbetov, Mukhtar Aymakhanov
11 septembre – SpaceShipOne – USA
Brian Binnie, Mike Melvill, Doug Shane (en), Peter Siebold (en)
Note : C'est le premier groupe d'astronautes commerciaux.

## 2004
6 mai – NASA Group 19 – The Peacocks – USA
Pilotes : Randolph Bresnik, James Dutton
Spécialistes de mission : Thomas Marshburn, Christopher Cassidy, Robert Shane Kimbrough, José M. Hernández, Robert Satcher, Shannon Walker
Spécialistes de mission Educator : Joseph M. Acaba, Richard R. Arnold, Dorothy Metcalf-Lindenburger
Spécialistes de mission internationaux : Satoshi Furukawa (Japon), Akihiko Hoshide (Japon), Naoko Yamazaki (Japon)
Note : Ce groupe est le premier à inclure des spécialistes de mission Educator (en), et est le dernier groupe à s'entraîner aux vols de navette spatiale.

## 2005
6 juillet - Touriste spatial 3 - Space Adventures
Gregory Olsen, Sergueï Valerievitch Kostenko
Olsen a volé à bord de Soyouz TMA-7, Kostenko étant son remplaçant.

## 2006
30 mars – Groupe de pilote-astronautes de Virgin Galactic – UK
Steve Johnson, Alistair Hoy, David Mackay
Mars - Touriste spatial 4 - Space Adventures
Daisuke Enomoto, Anousheh Ansari
Enomoto avait été sélectionné sur le vol Soyouz TMA-9. Juste un mois avant le départ, il a été écarté pour raisons médicales et remplacé par Ansari.
Avril - Touriste spatial 5 - Space Adventures
Charles Simonyi
4 septembre – Angkasawan Group (en) – Malaisie,
Sheikh Muszaphar Shukor, Faiz Khaleed (en), Siva Vanajah (en), Mohammed Faiz Kamaludin
Note : En 2006, quatre Malaisiens ont choisi de s'entraîner pour un séjour à bord de la station spatiale internationale dans le cadre du programme Angkasawan (en). Sheikh Muszaphar est devenu le premier Malaisien dans l'espace quand il a volé à bord de Soyouz TMA-11.
11 octobre – TsPK-14/RKKE-16 Cosmonaut Group – Russie
TsPK : Alexandre Missourkine, Oleg Novitski, Alekseï Ovtchinine, Maksim Ponomariov, Sergueï Ryjikov
RKKE : Elena Serova, Nikolaï Tikhonov
25 décembre – Korean Astronaut Program (en) Group
Yi So-yeon, Ko San
Note : Ko San, sélectionné comme candidat principal en septembre 2007, a été remplacé par Yi So-yeon en mars 2008.

## 2007
8 juin - Touriste spatial - EXA,
Ronnie Nader Bello
Nader Bello était un des candidats pour une mission taxi vers la Station spatiale internationale, afin de devenir le premier Équatorien dans l'espace.
Septembre/novembre - Touriste spatial 6 - Space Adventures
Nik Halik (en) (novembre), Richard Garriott (septembre)
Garriott a volé à bord de Soyouz TMA-13, Halik étant son remplaçant.

## 2008
Juillet – Virgin Galactic Astronaut Pilots Group – UK
Robert Bendall, Rich Dancaster, Brad Lambert
Octobre - Touriste spatial 7 - Space Adventures
Charles Simonyi, Esther Dyson (octobre)
Simonyi a volé à bord de Soyouz TMA-14, Dyson étant sa remplaçante.

## 2009
25 février – JAXA 5 – Japon
Takuya Onishi, Kimiya Yui
13 mai – CSA 3– Canada
Jeremy Hansen, David Saint-Jacques
20 mai – ESA Group 3 – The Shenanigans – ESA ,
Samantha Cristoforetti (Italie), Alexander Gerst (Allemagne), Andreas E. Mogensen (Danemark), Luca S. Parmitano (Italie), Timothy N. Peake (Royaume-Uni), Thomas Pesquet (France)

Juin - Touriste spatial 8 - Space Adventures
Barbara Barrett, Guy Laliberté
Laliberté a volé à bord de Soyouz TMA-16, Barrett étant sa remplaçante.
29 juin – Groupe d'astronautes 20 – Chumps – USA
Spécialistes de mission : Serena M. Auñón, Jeanette J. Epps, Jack D. Fischer, Michael S. Hopkins, Kjell N. Lindgren, Kathleen (Kate) Rubins, Scott David Tingle, Mark T. Vande Hei, Gregory R. (Reid) Wiseman
Spécialistes de mission internationaux : Jeremy Hansen (Canada), Norishige Kanai (Japon), Takuya Onishi (Japon), David Saint-Jacques (Canada), Kimiya Yui (Japon)
Note : La NASA a choisi les neuf membres du Groupe 20 parmi plus de 3500 candidats. Les candidats NASA ont été annoncés en juin, les astronautes internationaux ont été ajoutés plus tard au cours de l'année. C'est le premier groupe d'astronautes choisis pour l'ère post-navette spatiale, et ils n'ont pas été formés pour voler sur la navette. Fisher, Tingle, et Wiseman ont été choisis comme pilotes, mais il n'existe actuellement pas de distinction entre les pilotes et non-pilotes, tous sont considérés comme des spécialistes de mission.
8 septembre – JAXA 5– Japon
Norishige Kanai

## 2010
Mars – Groupe 2 – Chine
Cai Xuzhe, Chen Dong, Liu Yang, Tang Hongbo, Wang Yaping, Ye Guangfu, Zhang Lu
Note : Liu Yang est devenue la première femme astronaute chinoise le 16 juin 2012 lors de la mission Shenzhou 9.
28 avril – RKKE-17 Cosmonaut Group – Russie
Andreï N. Babkine, Sergueï Koud-Skvertchkov
12 octobre – Groupe de cosmonautes TsPK-15/RKKE-18 – Russie
TsPK : Alekseï M. Khomentchouk, Denis V. Matveïev, Sergueï V. Prokopiev
RKKE : Sviatoslav A. Morosov, Ivan V. Vagner

## 2011
26 octobre –Groupe de pilote-astronautes de Virgin Galactic – UK
Keith Colmer

## 2012
8 octobre – groupe de cosmonautes TsPK-16 – Russie
Oleg V. Blinov, Nikolaï Tchoub, Piotr Doubrov, Andreï Fediaïev, Ignat N. Ignatov, Anna Kikina, Sergueï Korsakov, Dimitri Peteline
Note : Oleg V. Blinov et Ignat N. Ignatov se retirent du corps des cosmonautes.

## 2013
8 mai - Groupe de pilote-astronautes de Virgin Galactic – UK
Frederick W. Sturckow (astronaute de la NASA), Michael “Sooch” Masucci
17 juin – NASA Group 21
Josh A. Cassada, Victor J. Glover, Tyler N. Hague, Christina Koch, Nicole Aunapu Mann, Anne McClain, Jessica Meir, Andrew R. Morgan

## 2014
9 juillet – Bigelow Aerospace Astronaut Group 1 (Commercial Astronauts) (USA)
Kenneth Ham, George D. Zamka (anciens astronautes de la NASA)
24 juillet – Virgin Galactic Astronaut Pilots Group (Commercial Astronauts) (UK)
Todd Ericson
14 août – Individual set into a United detachment of Roscosmos astronauts (Russie)
Mukhtar Aymakhanov
Note : Le cosmonaute kazakh Mukhtar Aymakhanov devient russe pour poursuivre sa carrière.

## 2015
23 janvier – Virgin Galactic Astronaut Pilots Group (Commercial Astronauts) (UK)
Mark Stucky
9 juillet – NASA Commercial Crew Program
Robert Behnken, Sunita Williams, Eric Boe, Douglas G. Hurley
Juillet – 2015 ESA Group 3
Matthias Maurer
Copenhagen Suborbitals (Commercial Astronauts) (Danemark)
Mads Stenfatt, Anna Olsen, Carsten Olsen

## 2017
7 juin – Groupe NASA 22 – USA
Kayla Barron, Zena Cardman, Raja Chari, Matthew Dominick, Robert Hines, Warren Hoburg, Jonny Kim, Robb Kulin, Jasmin Moghbeli, Loral O'Hara, Francisco Rubio, Jessica Watkins.
Kulin a démissionné de la NASA en août 2018 avant de terminer sa formation.
1er juillet – Groupe CSA-4– Canada
Jennifer Sidey, Joshua Kutryk

## 2018
10 août - 17ème groupe de cosmonautes (Russie),
Konstantin Borissov, Alexander Gorbounov, Alexandre Grebionkine, Sergueï Mikaïev, Kirill Peskov, Oleg Platonov, Evgueni Prokopiev, Alexeï Zoubritsky
- Tous sauf Evgueni Prokopiev (frère de Sergueï Prokopiev) ont réussi l'examen d'État en décembre 2020 pour être qualifiés pour des missions de vol spatial ; Propkopiev ne s'est pas qualifié et a été réaffecté à la formation spatiale de base[207] mais est licencié du corps des cosmonautes en 2021[208].

3 septembre -  Groupe d'astronautes émiratis (Émirats arabes unis),
Hazza Al Mansouri, Sultan Al Neyadi

## 2020
8 octobre - Groupe 3 (Chine)
La Chine a annoncé la sélection de 18 nouveaux astronautes (17 hommes, 1 femme), dont les noms n'ont pas été révélés, dans les catégories suivantes :
- 7 pilotes de vaisseaux spatiaux : Tang Shengjie, Li Guangsu
- 7 ingénieurs de vol : Zhu Yangzhu, Jiang Xinlin, Li Cong
- 4 spécialistes de charge utile de mission : Gui Haichao

## 2021
27 janvier - 18e groupe de cosmonautes (Russie)
Sergueï Irtuganov, Alexandre Kolyabine, Sergueï Teteryatnikov, Harutyun Kiviryan
10 avril - 2e groupe d'astronautes émiratis (Émirats arabes unis) 
Nora Al Matrooshi, Mohammad Al Mulla
Les deux astronautes des EAU commenceront à s'entraîner aux côtés de la classe des astronautes du groupe 23 de la NASA après leur sélection.
Programme spatial national turc- Groupe 1 (Turquie) 
Trois candidats astronautes turcs devraient être sélectionnés et commencer leur entraînement en 2021 pour une mission potentielle en 2023 pour l'un d'entre eux.
Groupe d'astronaute indien de 2021
4 cosmonautes indiens s'entraînent en Russie pour une mission sur l'ISS et en préparation du premier vol autonome indien avec la capsule Gaganyaan.
6 décembre – Groupe NASA 23 – États-Unis :
Nichole Ayers, Marcos Berríos, Christina Birch, Deniz Burnham, Luke Delaney, Andre Douglas, Jack Hathaway, Anil Menon, Christopher Williams, Jessica Wittner.

## 2022
23 novembre - Groupe 4 d'astronautes de l'ESA
- Astronautes de carrière : Sophie Adenot, Pablo Álvarez Fernández, Rosemary Coogan, Raphaël Liégeois, Marco Alain Sieber
- « Parastronaute » de carrière : John McFall
- Astronautes de réserve : Meganne Christian, Anthea Comellini, Sara García Alonso, Andrea Patassa, Carmen Possnig, Arnaud Prost, Amelie Schoenenwald, Aleš Svoboda, Sławosz Uznański, Marcus Wandt, Nicola Winter

8 décembre - Groupe d'astronautes du Projet DearMoon
- Astronautes : Yūsaku Maezawa, Steve Aoki, Tim Dodd, Yemi A.D., Karim Iliya, Rhiannon Adam, Brendan Hall, Dev Joshi, Choi Seung-hyun
- Astronautes de réserve : Kaitlyn Farrington, Miyu

## 2023
12 février – Groupe d'astronautes saoudiens
Quatre astronautes saoudiens, deux hommes et deux femmes. Deux d'entre eux sont sélectionnés pour la mission SpaceX Axiom Space-2, prévue en 2023.
Ali Al-Qarni, Ali Al-Ghamdi, Rayyanah Barnawi, Mariam Fardous
Note : Ali Al-Qarni et Rayyanah Barnawi sont sélectionnés pour la mission SpaceX Axiom Space-2, les deux autres constituant l'équipage de réserve de cette mission.
28 février – JAXA 6 – Japon
Ayu Yoneda, Makoto Suwa
8 mars – ASA 1 – Australie
Katherine Bennell-Pegg
17 mars – HUNOR 1 – Hongrie
Ádám Schlégl, Gyula Cserényi, Tibor Kapu et András Szakály
29 avril – TSA 1 – Turquie
Alper Gezeravcı et Tuva Cihangir Atasever
Note : Alper Gezeravcı est sélectionné pour la mission SpaceX Axiom Space-3, Tuva Cihangir Atasever constituant la doublure de cette mission.
mai – Biélorussie 1
Anastasia Lenkova et Marina Vassilievskaïa
Note : Une des deux cosmonautes sera membre de l'équipage de Soyouz MS-25 et l'autre sa doublure pour cette mission.